# Jaromír Honzák

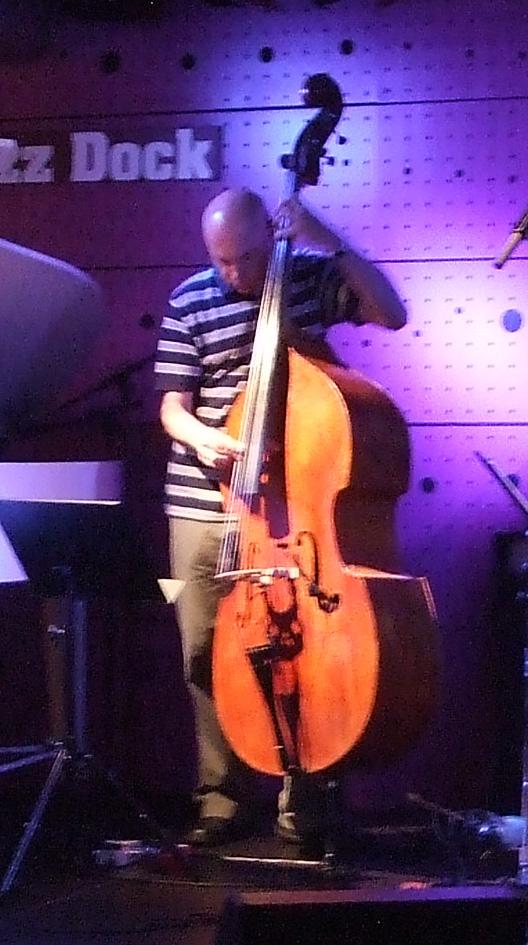
Jaromir Honzák bei einem Konzert im Prager Jazz Dock, 2011

Jaromír Honzák (* 31. August 1959 in Litoměřice) ist ein tschechischer Jazz-Bassist, Komponist und Musikpädagoge.

## Leben und Wirken
Jaromír Honzáks Vater war Swing-Trompeter und Bandleader. Honzák begann mit sechs Jahren mit dem Klavierspiel, mit 14 Jahren lernte er Kontrabass. Nach der Graduierung am Konservatorium von Teplice 1982 und der Ableistung des Militärdienstes in einer Armeeband in Prag arbeitete er in der tschechischen Jazzszene. Gemeinsam mit František Kop, Zdeněk Zdeněk, Martin Šulc und Martin Zbrožek war er Mitbegründer der Formation Naima – benannt nach dem gleichnamigen Coltrane-Titel –, mit der 1985 ein erstes Album entstand. Seitdem arbeitete er mit gastierenden Musikern wie Art Farmer, Phil Wilson, Don Friedman, Allan Praskin, Giovanni Basso, Amina Claudine Myers und Victor Lewis. 
1989 erhielt Honzák ein Stipendium zum Studium am Berklee College of Music in Boston, wo er Unterricht bei Bruce Gertz, Hal Crook, John LaPorta und Rick Peckham hatte; in dieser Zeit spielte er mit Jorge Rossy, Kurt Rosenwinkel, Roy Hargrove, Mark Turner und Chris Cheek. Nach seiner Rückkehr nach Tschechien 1990 legte er eine Reihe von Aufnahmen unter eigenen Namen vor, arbeitete mit tschechischen Musikern wie Iva Bittová, Karel Růžička und Vladimír Václavek, aber auch mit Josefine Lindstrand. Honzák tritt auch regelmäßig in Polen auf, u. a. mit Jan Wróblewski, Zbigniew Namysłowski und Krzesimir Dębski. Er wirkte u. a. bei Aufnahmen von Emil Viklický (Lacrimosa – Má Je Pomsta 1995) mit.
Seit 20 Jahren arbeitet Honzák zumeist mit einer eigenen Quintett-Formation. Daneben war er seit 2006 in einem Trio namens Face of the Bass mit der Pianistin Beata Hlavenková und dem Schlagzeuger Roman Vícha tätig, das (zum Quintett erweitert) ein gleichnamiges Album (2011) veröffentlichte. Ferner spielt er mit dem Drum-and-Bass-Ensemble Sato San-To und ist Mitglied der Eben Brothers Band. Er trat auf internationalen Jazzfestivals in Helsinki, den Ingolstädter Jazztagen, Leverkusener Jazztagen, der Jazz Jamboree in Warschau und 1996 auf dem Festival International de Jazz de Montréal auf.
Honzák leitet die Abteilung Jazz am Jaroslav Ježek-Konservatorium in Prag, wo er seit 2003 Bass und Improvisation unterrichtet.
Honzák ist nicht mit dem gleichnamigen tschechischen Klarinettisten und Saxophonisten (* 1929) zu verwechseln.

## Auszeichnungen
Mehrere seiner Alben wurden mit dem Anděl-Preis als beste tschechische Jazz-Aufnahmen des Jahres ausgezeichnet. 2009 gewann sein Album A Question to All Your Answers den dritten Platz in der Kategorie Instrumental Jazz Album des Just Plain Folks Award.

## Diskographische Hinweise
- Getting There Together (PJ Music 1995)
- Earth Life (Cube Metier 2000)
- Jaromír Honzák Quintet Present Past (Indies 2003, mit Piotr Baron, Michał Tokaj, Christian Röver, Łukasz Żyta; Anděl)
- A Question to All Your Answers (Animal Music 2007, mit Michał Tokaj, David Dorůžka, Łukasz Żyta sowie Tomáš Čistecký, Lucie Čistecká, Vojtěch Procházka; Anděl)
- Little Things (Animal Music 2009, mit Chris Cheek, Michał Tokaj, David Dorůžka, Łukasz Żyta + Streichquartett)
- Jaromír Honzák / Sissel Vera Pettersen Blood Sings: The Music of Suzanne Vega (Sono 2012, mit Josef Štěpánek, Vít Křišťan, Łukasz Żyta)
- Early Music (Animal Music, 2017, mit David Dorůžka, Vít Křišťan, Luboš Soukup, Martin Novák; Anděl)
- Hard to Understand (Animal Music, 2020, mit David Dorůžka, Vít Křišťan, Luboš Soukup, Martin Novák; Anděl)[7]